# Diomedes

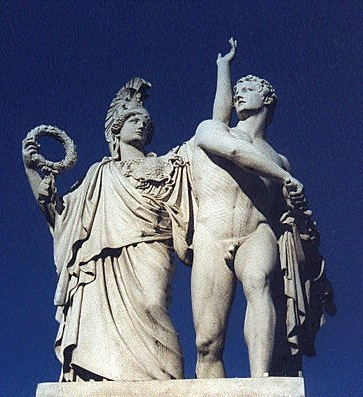
Atena aconselhando Diomedes pouco antes deste entrar na batalha
Escultura de Albert Wolff, 1853

Diomedes (em grego antigo: Διομήδης; Transliteração Diomēdēs; trad. "astúcia divina" ou "aconselhado por Zeus") é, na mitologia grega, filho de Tideu, príncipe de Argos antes e depois do reinado de Agamenon (por ser o único herói da cidade-Estado, recebeu o título de príncipe) e o mais valente herói grego na Guerra de Troia, somente depois de Aquiles. Foi ajudado por Atena, feriu a deusa Afrodite e também o deus Ares que reclama a Zeus sobre a ousadia de Diomedes.
Ele é filho de Tideu com Deipile, uma das filhas de Adrasto, rei de Argos. Diomedes foi um dos epígonos.
Foi também um dos prentedentes de Helena e é companheiro usual de Odisseu. São os dois que matam Dolon, um espião troiano.
Ao voltar a Argos, Egialeia, sua mulher, o trai aprontado várias armadilhas na tentativa de matá-lo, ele foge então para a corte do rei Dauno, em que o anfitrião dá mão de sua filha em casamento a Diomedes. [carece de fontes?]
Na versão de Ovídio, Diomedes, na Itália, se casou com a filha do rei Dauno. Quando Venulus, companheiro de Eneias, pediu ajuda em homens, Diomedes negou, justificando com a história de que seus homens haviam sido transformados em aves.
Na história, contada por Diomedes para Venulus, ele, como os demais gregos, não teve um retorno fácil para sua cidade natal Argos, e chegou seguro com a ajuda de Minerva, mas Vênus resolveu vingar-se dele, por ele tê-la ferido, e ele, com seus companheiros, partiu de Argos. Durante a viagem, seus companheiros reclamaram da deusa e a desafiaram, dizendo que ela não podia mais fazer nada contra eles, mas eles foram transformados em aves.

## Diomedes na Ilíada
A Ilíada apresenta Diomedes como, na ausência de Aquiles, o maior combatente aqueu, ao lado de Ájax Telamônio, este defendendo os companheiros e o outro atacando os troianos.